# Extended detection and response
L'Extended detection and response (XDR),, est une technologie logicielle émergente de cybersécurité qui surveille et atténue les menaces de cybersécurité,.

## Concept
Le terme est inventé par Nir Zuk de Palo Alto Networks en 2018.
Selon Chapple, Stewart et Gibson, l'XDR n'est pas vraiment un nouvel outil mais plutôt l'intégration de plusieurs concepts dans une seule solution, les composants variant d'un fournisseur à l'autre et incluant souvent network traffic analysis (NTA), NIDS et NIPS.
Le système fonctionne en collectant et en corrélant les données sur divers points du réseau tels que les serveurs, les e-mails, les charges de travail cloud et les terminaux. Les données sont ensuite analysées et corrélées, ce qui leur confère visibilité et contexte, et révèle les menaces avancées. Ensuite, les menaces sont hiérarchisées, analysées et triées pour éviter les catastrophes de sécurité et la perte de données. Le système XDR aide les organisations à avoir un niveau de cyber-sensibilisation plus élevé, permettant aux équipes de cybersécurité d'identifier et d'éliminer les vulnérabilités de sécurité,.
L'XDR améliore les capacités de détection des logiciels malveillants et antivirus par rapport aux systèmes Endpoint detection and response (EDR). L'XDR améliore les capacités d'EDR pour déployer des solutions de sécurité de haut niveau en utilisant les technologies actuelles qui identifient et collectent de manière proactive les menaces de sécurité, et emploient des stratégies pour détecter les futures menaces de cybersécurité. Il s'agit d'une alternative aux solutions de protection réactive des terminaux, telles que l'EDR et l'analyse du trafic réseau (NTA).